# Flores da Cunha
Flores da Cunha este un oraș în Rio Grande do Sul (RS), Brazilia.